# Koprivnički Ivanec
Koprivnički Ivanec je vesnice a správní středisko stejnojmenné opčiny v Chorvatsku v Koprivnicko-križevecké župě. Nachází se asi 3 km severozápadně od Koprivnice. V roce 2011 žilo v Koprivničkém Ivanci 1 193 obyvatel, v celé opčině pak 2 121 obyvatel.
Součástí opčiny je celkem 5 trvale obydlených vesnic.
- Botinovec – 176 obyvatel
- Goričko – 141 obyvatel
- Koprivnički Ivanec – 1 193 obyvatel
- Kunovec – 488 obyvatel
- Pustakovec – 123 obyvatel

Vesnicí prochází silnice Ž2112.